# Hesionura australiensis
Hesionura australiensis är en ringmaskart som beskrevs av Hartmann-Schröder och Parker 1990. Hesionura australiensis ingår i släktet Hesionura och familjen Phyllodocidae. Inga underarter finns listade i Catalogue of Life.